# Mixorthezia neotropicalis
Mixorthezia neotropicalis är en insektsart som beskrevs av Morrison 1952. Mixorthezia neotropicalis ingår i släktet Mixorthezia och familjen vaxsköldlöss. Inga underarter finns listade i Catalogue of Life.